# Harry’s House
Harry’s House – trzeci album studyjny brytyjskiego piosenkarza i autora tekstów Harry’ego Stylesa, wydany 20 maja 2022 roku nakładem własnej wytwórni Erskine Records oraz Columbia Records. Promocję krążka rozpoczęto 1 kwietnia 2022 roku wraz z wydaniem pierwszego singla, którym został utwór „As It Was”. Harry’s House promowały jeszcze dwa single „Late Night Talking” oraz „Music for a Sushi Restaurant”.
Album zadebiutował na szczycie brytyjskiej listy najpopularniejszych albumów z nakładem 113 000 sprzedanych egzemplarzy, stając się najszybciej sprzedającym się albumem 2022 roku w Wielkiej Brytanii. Zadebiutował również na pierwszym miejscu listy Billboard 200 w USA ze sprzedażą 521 500 egzemplarzy, co czyni go najlepszym tygodniem otwarcia 2022 roku w Stanach Zjednoczonych. 
Album był nominowany do nagrody Mercury Music Prize 2022. Podczas ceremonii Brit Awards w 2023 roku, krążek zdobył tytuł Albumu Roku. Na 65. ceremonii rozdania nagród Grammy Harry’s House zdobył dwie nagrody w kategoriach Albumu Roku i Najlepszego Popowego Albumu Wokalnego.

## Lista utworów
| Edycja standardowa | Edycja standardowa             | Edycja standardowa                                      | Edycja standardowa |
| Nr                 | Tytuł utworu                   | Autorzy                                                 | Długość            |
| ------------------ | ------------------------------ | ------------------------------------------------------- | ------------------ |
| 1.                 | „Music for a Sushi Restaurant” | Harry Styles, Thomas Hull, Tyler Johnson, Mitch Rowland | 3:14               |
| 2.                 | „Late Night Talking”           | Styles, Hull                                            | 2:58               |
| 3.                 | „Grapejuice”                   | Styles, Hull, Johnson                                   | 3:12               |
| 4.                 | „As It Was”                    | Styles, Hull, Johnson                                   | 2:47               |
| 5.                 | „Daylight”                     | Styles, Hull, Johnson                                   | 2:45               |
| 6.                 | „Little Freak”                 | Styles, Hull                                            | 3:23               |
| 7.                 | „Matilda”                      | Styles, Hull, Johnson, Amy Allen                        | 4:05               |
| 8.                 | „Cinema”                       | Styles, Samuel Witte                                    | 4:03               |
| 9.                 | „Daydreaming”                  | Styles, Hull, Johnson                                   | 3:07               |
| 10.                | „Keep Driving”                 | Styles, Hull, Johnson, Rowland                          | 2:19               |
| 11.                | „Satellite”                    | Styles, Hull, Johnson                                   | 3:32               |
| 12.                | „Boyfriends”                   | Styles, Hull, Johnson, Tobias Jesso Jr.                 | 3:12               |
| 13.                | „Love of My Life”              | Styles, Hull, Johnson                                   | 3:11               |
|                    |                                |                                                         | 41:48              |

## Notowania i certyfikaty

### Notowania tygodniowe
| Lista przebojów (2022)              | Najwyższa pozycja |
| ----------------------------------- | ----------------- |
| Argentyna (CAPIF)                   | 1                 |
| Australia (ARIA Charts)             | 1                 |
| Austria (Ö3 Austria Top 40)         | 1                 |
| Belgia (Ultratop Flandria)          | 1                 |
| Belgia (Ultratop Walonia)           | 1                 |
| Czechy (ČNS IFPI)                   | 1                 |
| Dania (Album Top-40)                | 1                 |
| Finlandia (Suomen virallinen lista) | 1                 |
| Francja (SNEP)                      | 36                |
| Hiszpania (PROMUSICAE)              | 1                 |
| Holandia (MegaCharts)               | 1                 |
| Irlandia (IRMA)                     | 1                 |
| Japonia (Oricon)                    | 35                |
| Kanada (Billboard Canadian Albums)  | 1                 |
| Litwa (AGATA)                       | 1                 |
| Niemcy (Media Control Charts)       | 1                 |
| Norwegia (VG-Lista)                 | 1                 |
| Nowa Zelandia (Recorded Music NZ)   | 1                 |
| Polska (OLiS)                       | 1                 |
| Portugalia (AFP)                    | 1                 |
| Stany Zjednoczone (Billboard 200)   | 1                 |
| Szwajcaria (Alben Top 100)          | 1                 |
| Szwecja (Sverigetopplistan)         | 1                 |
| Węgry (MAHASZ)                      | 1                 |
| Wielka Brytania (OCC)               | 1                 |
| Włochy (FIMI)                       | 1                 |

### Certyfikaty i sprzedaż
| Kraj                     | Certyfikat         | Sprzedaż   |
| ------------------------ | ------------------ | ---------- |
| Australia (ARIA)         | 2x platynowa płyta | 140 000+   |
| Austria (IFPI Austria)   | złota płyta        | 7 500+     |
| Dania (IFPI)             | platynowa płyta    | 20 000+    |
| Francja (SNEP)           | platynowa płyta    | 100 000+   |
| Kanada (Music Canada)    | platynowa płyta    | 80 000+    |
| Hiszpania (PROMUSICAE)   | platynowa płyta    | 40 000+    |
| Nowa Zelandia (RMNZ)     | 2x platynowa płyta | 30 000+    |
| Polska (ZPAV)            | 4x platynowa płyta | 80 000+    |
| Stany Zjednoczone (RIAA) | platynowa płyta    | 2 300 000+ |
| Szwecja (GLF)            | platynowa płyta    | 30 000+    |
| Wielka Brytania (BPI)    | platynowa płyta    | 370 000+   |
| Włochy (FIMI)            | 2x platynowa płyta | 100 000+   |